# Částkov (Plzeň)
Částkov è un comune della Repubblica Ceca facente parte del distretto di Tachov, nella regione di Plzeň.